# Simon I. de Broyes

Wappen Broyes

Simon I. de Broyes (* um 1090; † zwischen 1137 und 1140) aus dem Haus Broyes war zu Beginn des 12. Jahrhunderts Herr von Broyes, Beaufort und Baye in der Grafschaft Champagne.
Er ist der Gründer der Abteien Notre-Dame-d’Andecy und Notre-Dame du Reclus, die sich beide in der Nähe von Baye befinden.

## Leben
Simon I. de Broyes war der älteste Sohn von Hugues II. de Broyes, genannt Bardoul, Herr von Broyes, und seiner Frau Emmeline de Montlhéry, der Tochter von Milon I. de Montlhéry. Er folgte seinem Vater vor 1121 und wurde seinerseits Herr von Broyes, Beaufort und Baye.
Im Jahr 1131 gründete er die Abtei Notre-Dame-d’Andecy in der Nähe eines kleinen Weilers namens Andecy unweit von Baye und siedelte dort Nonnen aus der Abtei Jully-les-Nonnains an, wahrscheinlich mit der Hilfe von Ombeline de Jully, der Schwester von Bernhard von Clairvaux.
Im Jahr 1136 schenkte er ein Stück Land namens La Fontaine de Béline einem Einsiedler namens Hugues le Reclus und den Brüdern, die seine Einsamkeit teilen. Damit beteiligte er sich an der Gründung dessen, was einige Jahre später die Abtei Notre-Dame du Reclus werden sollte. Diese Zuwendungen werden später von seinem ältesten Sohn Hugues III de Broyes bestätigt.
Simon I. de Broyes starb zwischen 1137 und 1140 und wurde von seinem ältesten Sohn Hugues III de Broyes als Herr von Broyes ersetzt, während sein jüngerer Sohn Simon de Broyes die Herrschaft über Beaufort erbt. Er wurde laut Alberich von Trois-Fontaines in der Abtei Notre-Dame-d’Andecy beigesetzt.

## Ehe und Familie
Um 1110 heiratete er Félicité de Brienne, Dame de Ramerupt, die Tochter von Érard I., Graf von Brienne und dessen Frau Alix de Roucy-Ramerupt, mit der er drei Kinder hatte.
- Hugues III., 1131, † 1199, Seigneur de Broyes et de Châteauvillain, bestattet in der Abtei Clairvaux; ⚭ (1) vor 22. Oktober 1144 Stephanie von Bar, Dame de Commercy, 1140/70, † 12. März vor 1178, Tochter von Rainald I., Graf von Bar (Haus Scarponnois), und Gisèle de Vaudémont; ⚭ (2) vor 1178 Isabelle de Dreux, Dame de Baudement, † 1239, 1197 Dame d’Arc-en-Barrois et de Cour-l’Évêque, Tochter von Robert I. le Grand Comte de Dreux etc. und Agnès de Baudement, Dame de Braine (Haus Frankreich-Dreux)
- Simon, Seigneur de Beaufort, de Trilbardou et de Charmentray 1131/87; ⚭ vor 1172 Agnès de Joigny, Dame de Ramerupt 1172/1202, Tochter von Renaud II., Comte de Ramerupt (Haus Joigny), sie heiratete in zweiter Ehe Henri d’Arzillières, 1155/1202, Seigneur d’Arzillières
- Emmeline, 1131/36

Als Witwe heiratete Félicité de Brienne vor 1141 in zweiter Ehe Geoffroy III., Herr von Joinville, † 1188, mit dem sie vier weitere Kinder hatte. Sie starb nach dem 21. Juni 1178.